# Personaggi di Mr. Pickles e Momma Named Me Sheriff

I personaggi principali apparsi in entrambe le serie. Da sinistra: Tommy Goodman, Mr. Pickles, Beverly Goodman, Henry Gobbleblobber e Stanley Goodman

I personaggi di Mr. Pickles e Momma Named Me Sheriff sono tutti i personaggi apparsi nelle omonime serie televisive d'animazione.

## Personaggi principali

### Mr. Pickles
Il protagonista della serie nonché il border collie della famiglia Goodman. Anche se da una parte è bravo e altruista nei confronti della sua famiglia (soprattutto con Tommy), Mr. Pickles è in realtà l'incarnazione del diavolo che ama uccidere, mutilare e abusare sessualmente le persone che, secondo lui, rappresenterebbero una minaccia per Tommy. Ama mangiare i sottaceti (pickles in inglese) che Tommy gli dà regolarmente. È molto intelligente e possiede incredibili abilità chirurgiche che usa soprattutto per mutilare le sue vittime. Inoltre, possiede dei poteri demoniaci che gli consentono di comunicare con gli animali locali tramite un linguaggio gutturale e non comprensibile agli esseri umani (in realtà, si tratta di frasi di senso compiuto pronunciate al contrario e con la voce fortemente distorta), che induce gli animali a cui si rivolge a compiere le azioni da lui richieste senza alcuna opposizione; tale abilità, tuttavia, non può essere utilizzata sugli animali privi d'orecchie, come ad esempio i serpenti. Nonostante i suoi modi apparentemente malvagi, ama ed è estremamente protettivo nei confronti del giovane Tommy e della sua famiglia. Ha una lunga faida con Henry Gobbleblobber, l'unico membro della famiglia Goodman consapevole della natura malvagia di Mr. Pickles. Anche se in realtà non fa mai del male a Henry, il cane mette il vecchio in situazioni abbastanza umilianti facendolo sembrare pazzo. È sessualmente attratto dalla madre di Tommy e spesso tocca le sue parti intime o guarda sotto la sua gonna. Anche se apparentemente sembrerebbe normale, la cuccia di Mr. Pickles conduce ad un'enorme tana sotterranea nascosta piena di schiavi (viventi e non), vittime, sangue, pentagrammi e il maestoso trono del cane dove di solito mangia i suoi sottaceti. Spesso i personaggi malvagi incontrati nel corso della serie si ritrovano nella tana di Mr. Pickles dove vengono uccisi o tenuti prigionieri. Nel doppiaggio originale è interpretato da Dave Stewart. Nell'adattamento italiano è doppiato da Stefano Mondini.

### Tommy Goodman
Il piccolo figlio disabile della famiglia Goodman. Indossa le bretelle e considera Mr. Pickles come il suo migliore amico spesso dandogli i sottaceti ogni volta che si comporta bene. Spesso viene protetto o salvato dal cane che, a differenza del rapporto con gli altri membri della famiglia, sembra essere molto più protettivo nei suoi confronti anche a causa della sua ingenuità. Come per la maggior parte dei personaggi della serie, Tommy non è a conoscenza della natura malvagia di Mr. Pickles. Nel doppiaggio originale è interpretato da Kaitlyn Robrock. Nell'adattamento italiano è doppiato da Barbara Pitotti.

### Stanley Goodman
Il padre di Tommy che lavora come venditore. Stanley è costantemente vittima di mobbing da parte del suo capo, di conseguenza, Stanley trova difficilmente il tempo da trascorrere con la sua famiglia, in particolare con suo figlio. Anche se non interagiscono molto, sembra che Mr. Pickles lo rispetti comunque e in una puntata ha anche mostrato disappunto verso il medico di Stanley quando sembrava che gli stesse facendo del male. Nel doppiaggio originale è interpretato da Jay Johnston. Nell'adattamento italiano è doppiato da Fabrizio Pucci.

### Beverly Goodman
La procace madre di Tommy. Beverly è ignara sulla natura malvagia di Mr. Pickles e sembra respingere ogni volta il comportamento sessuale del cane. Come suo figlio, Beverly è molto ingenua e, a volte si sente limitata dalla sua vita casalinga. Nonostante sia la prima persona a respingere le storie del padre su Mr. Pickles, lei gli è molto vicino comunque. Verso la fine della seconda stagione, lei ha dimostrato che è molto stanca dei suoi doveri domestici. Nel doppiaggio originale è interpretata da Brooke Shields. Nell'adattamento italiano è doppiata da Sabrina Duranti.

### Henry Gobbleblobber
Il nonno di Tommy e il padre della signora Goodman, noto a tutti come "nonno Goodman". Egli è l'unico membro della famiglia a conoscenza della malvagità di Mr. Pickles e ha testimoniato diversi omicidi del cane. Tuttavia, la maggior parte delle volte, la sua famiglia e lo sceriffo della città respingono i suoi tentativi di esporre il cane in una delle sue storie reali su Mr. Pickles. Henry vede Mr. Pickles come un mostro, anche se in seguito capisce che è una cura per la sicurezza di Tommy. Henry soffre di molestie da parte del cane, anche se in seguito avrà una breve pace con quest'ultimo quando ha capito che aveva paura dell'aspirapolvere. Alla fine della prima stagione, Henry tenta di filmare Mr. Pickles dentro la sua cuccia, per mostrare allo Sceriffo che il cane aveva molti androidi ad alta tecnologia. Henry in seguito finisce per essere portato in manicomio, quando ha attaccato per sbaglio il vero sceriffo. Mr. Pickles alla fine riesce a liberare Henry dal manicomio, ironicamente salvandolo. Nel finale della seconda stagione, Henry trova una strana moneta demoniaca associata a Mr. Pickles che lo ha portato a trovare la moglie Agnes pensata fino ad allora deceduta, che si rivela essere Steve, l'umano domestico che serve a Mr. Pickles. Nel doppiaggio originale è interpretato da Donald Sutherland. Nell'adattamento italiano è doppiato da Bruno Alessandro.

### Mrs. Pickles
Il figlio di Mr. Pickles e Mrs. Prissy Paws. In seguito alla morte di Mr. Pickles è diventato il nuovo cane della famiglia Goodman. È l'ultima ad essere colpita dalla maledizione dei cani malvagi.

### Sceriffo
Lo sceriffo senza nome di Old Town, che vive con la madre e la sorella. Si comporta come un bambino e ha una bambola di nome Abbigail, alla quale spesso parla alle feste del tè organizzate da lui. Egli è spesso chiamato da Henry ogni volta che ha la prova che Mr. Pickles è malvagio, ma Mr. Pickles di solito riesce a incolpare qualcun altro o a rimuovere le prove. Ironia della sorte, nonostante le sue dubbie capacità come un ufficiale di polizia, lo Sceriffo è spesso accreditato con la cattura e l'arresto di alcuni individui aiutato dallo stesso Mr. Pickles, facendo credere alle persone che sia un vero competente funzionario di polizia. Lo Sceriffo stesso sembra vedere Mr. Pickles come un buon cane e nella seconda stagione, recluta Mr. Pickles come un cane poliziotto per aiutarlo a rintracciare dei serial killer scappati da un bus della polizia. Mr. Pickles, nella stessa puntata, salva anche lo sceriffo quando stava per essere ucciso da uno degli assassini fuggiti. Questo lo ha reso uno delle poche persone al di fuori della famiglia Goodman che in realtà finisce per essere protetto dalle cattive azioni di Mr. Pickles. Nel doppiaggio originale è interpretato da Will Carsola. Nell'adattamento italiano è doppiato da Roberto Stocchi.

## Personaggi ricorrenti

### Cittadini di Old Town
- Dispatch Herman, voce originale di Dave Stewart.

- Mr. Bojenkins, voce originale di Frank Collison (st. 1-2) e Alex Désert (st. 3-4), italiana di Gianni Giuliano.

Un afro-americano che guida un carro trainato da alcuni grandi pitbull. È conosciuto per avere rapporti sessuali con più donne ed è considerato il migliore amico dello sceriffo. Come tutti gli altri adulti, si prende gioco delle cattive storie su Mr. Pickles del nonno. In un episodio della seconda stagione, il signor Bojenkins aiuta lo sceriffo a salvare una donna che era la figlia di un boss criminale che è stata tenuta prigioniera da Mr. Pickles dalla prima stagione. Dopo averla salvata con l'aiuto dello Sceriffo, finì a letto con lei.
- Boss, voce originale di Will Carsola, italiana di Alberto Bognanni.

Il capo di Stanley, che usa la sua posizione per bullizzarlo facendogli fare cose umilianti.
- Moglie del boss.

La moglie alta e muscolosa del boss.
- Floyd, voce originale di Dave Stewart, italiana di Roberto Draghetti (st. 1-2) e Roberto Fidecaro (st. 3).

Il collega di Stanley Goodman che lavora come venditore. Patologicamente obeso, Floyd è quasi sempre visto mangiare vari alimenti. La sua obesità è dovuta ad una vincita in seguito ad una competizioni alimentare. A causa della sua fama concorrenziale, è sorprendentemente abbastanza ricco e vive in un palazzo con la sua bella moglie. Gli interni del suo palazzo sono riempiti da disegni contenenti per lo più cibo. Ha anche una palestra, ma non la usa dato che non può passare attraverso la porta. Nonostante il suo appetito e il suo aspetto, sembra andare d'accordo con tutti, anche se Stanley lo trova scomodo. Nel secondo episodio della seconda stagione, Floyd è diventato apparentemente più obeso.
- Linda, voce originale di Dave Stewart.

Una donna poco attraente e squilibrata, migliore amica di Beverly. È nota per aver tentato di vendere oggetti vecchi o rotti a molte persone, in particolare agli stessi Goodman. Ella è spesso vista scavare nella spazzatura per cercare qualcosa da vendere alla gente. Ha anche una figlia di nome Linda Jr. Nel doppiaggio originale è interpretata da Dave Stewart
- Linda Jr., voce originale di Will Carsola.

La figlia di Linda. Sembra simile a sua madre, ma è più pulita. Ha un pollice che cresce dal suo ombelico, anche se a lei non dà fastidio. È dolce e gentile e aiuta Tommy a imparare varie cose. Linda non conosce l'identità del padre.
- Cacciatori di cervi, voci originali di Will Carsola e Dave Stewart, italiane di Gianluca Machelli e ?.

Due cacciatori di cervi di Old Town. Nel doppiaggio originale sono interpretati da Will Carsola e Dave Stewart.
- Blade.

Blade, il cui vero nome è Lewis, è un hacker di computer disabile a cui Mr. Bojenkins chiede aiuto per aiutare a salvare lo sceriffo dalla sua nuova ragazza che è in realtà la figlia di un boss del crimine. Adora mangiare la spigola cruda e tende ad offrirla a chiunque lo visiti, nonostante sua nonna odi che la sua casa sia impestata dall'odore di pesce. Successivamente viene mostrato in un gruppo di hacker che gestiscono un servizio di caricamento della memoria per ricattare l'intera cittadina.
- Maggie e Harold, voce originale di Sean Conroy (Maggie) e Will Carsola (Harold), italiane di Stefania Romagnoli (Maggie).

I genitori dello sceriffo.
- Candy, voce originale di Kaitlyn Robrock.

La sorella dello sceriffo.
- Jill Jilton, voce originale di Elaine Hendrix.
- Sindaco di Old Town, voce originale di Michelle León.

Il sindaco di Old Town, ex segretaria del sindaco precedente.
- Ex sindaco di Old Town, voce originale di John Ennis.

Il sindaco di Old Town che appare nel primo episodio della seconda stagione, Ospedale psichiatrico. Viene ucciso da Mr Pickles, che dopo averlo soffocato gli svuota il corpo e ci entra dentro, facendosi passare per il sindaco.
- Moglie dell'ex sindaco di Old Town, voce originale di Kaitlyn Robrock.

La moglie del sindaco è una donna pomposa che ama ostentare lo stato dal marito di fronte alle persone. Ella non è a conoscenza del fatto che Mr. Pickles utilizzava il corpo di suo marito. Ella poco dopo diventa inorridita e disonorata, quando il sindaco cioè Mr. Pickles, aveva un rapporto sessuale con il suo cane durante un incontro della città.
- Ron Bolton, voce originale di Will Carsola.

Un avvocato di successo che appare nell'episodio Il nonno si sposa. Viene assunto durante la notte per aiutare il nonno di Tommy a rivendicare l'infedeltà del divorzio con Linda assumendo diversi seduttori sotto copertura.
- Bigfoot, voce originale di Sean Conroy, italiana di Massimo Bitossi.

Un ex mafioso di nome Vito Pizzarelli, un tempo noto come uno dei sicari più temuti della mafia. È entrato nella mafia dei Gabagoolie in tenera età, iniziando come fattorino prima di essere promosso a garante. Vito è rimasto sfuggente alle autorità fino a quando non è stato catturato dall'FBI, in seguito all'omicidio di un sindaco della città. Lo hanno costretto a testimoniare contro l'intera organizzazione criminale Gabagoolie e in cambio gli hanno dato una nuova identità con il programma protezione testimoni. Gli hanno esteso chirurgicamente gli arti e posizionato follicoli piliferi su tutto il corpo, trasformandolo nella creatura mistica attuale nota come Bigfoot. Attualmente risiede nei boschi di Old Town.
- Ragazzo Cervo (in originale: Dear Boy), voce originale di Will Carsola.

Il figlio ibrido umano-cervo di Bigfoot e di sua moglie cerva. A Tommy e Mr. Pickles viene assegnato il compito di prendersi cura di lui mentre Bigfoot trascorre del tempo con sua moglie. Tommy dice a Ragazzo Cervo di non allontanarsi, tuttavia finisce per irrompere nella capanna di un cacciatore di cervi e scompiglia il posto prima di saltare fuori dalla finestra e scappare nel bosco. Tommy lascia accidentalmente sfuggire ai cacciatori di cervi che un cervo parlante è libero e iniziano a sistemare trappole per orsi nei boschi. Tommy e Mr. Pickles lo trovano mentre ha un rapporto sessuale con un contadino e dei cacciatori inizino a sparargli contro. Riescono a scappare, tuttavia Ragazzo Cervo finisce per calpestare una delle trappole per orsi. Mentre implora il bambino di porre fine al suo dolore e di sparargli alla testa, Tommy rifiuta perché è una sua responsabilità sorvegliarlo, tuttavia alla fine viene convinto ad ucciderlo. Quando un forte sparo attira la loro attenzione, si scopre che la madre di Ragazzo Cervo è stata uccisa da un altro cacciatore e suo padre viene a prendere suo figlio dopo aver assistito alla sua morte. Bigfoot lo libera dalla trappola per orsi e saluta ancora una volta Tommy e Mr. Pickles.
- Bello Kid (in originale: The Kid), voce originale di Mark Rivers, italiana di Vladimiro Conti.

Bello Kid (in originale: The Kid) appare nell'episodio La curva dell'uomo morto. È un uomo anziano dalla barba lunga con giacca in pelle e jeans. Negli anni '50 era un greaser stereotipato e si autodefiniva "il ragazzo più figo di Old Town". Per decenni è rimasto intrappolato con la cintura di sicurezza all'interno dell'auto che ha distrutto precipitando nella Curva dell'uomo morto mentre si pettinava i capelli. È sopravvissuto mangiando topi e bevendo la loro urina, oltre al pensiero del suo interesse amoroso Sally Wilton. L'incidente è avvenuto quando ha gareggiato con Donnie "Skids" McGilton per stabilire chi avrebbe conquistato il cuore di Sally.
- Mr. Montgomery, voce originale di Stephen Root.

Mr. Montgomery è il proprietario della fattoria Montgomery, una piantagione che utilizza i televenditori rapiti dalla loro famiglia per lavorare nei campi. Ciò è dovuto in seguito ad un trauma che gli è capitato da bambino, quando suo padre fu ripetutamente perseguitato da un televenditore che portò alla sua morte e a quella dei suoi collaboratori. Le ultime parole di suo padre "I televenditori sono il diavolo!" ha ispirato suo figlio a vendicarsi di tutti i televenditori riducendoli in schiavitù.
- Signore e Signora Milton, voci originali di Will Carsola e Kaitlyn Robrock, italiane di Stefania Romagnoli (Signore Milton).

I genitori di Suzie.
- Carl, voce originale di Will Carsola.
- Hank "Gambe di whiskey" (in originale: Hank Whiskey Legs), voce originale di Will Carsola, italiana di Gianluca Machelli (st. 1-2).
- Wanda, voce originale di Dave Stewart.
- Band punk.
- Sally Wilton, voce originale di Amy Sedaris.

L'interesse amoroso di Bello Kid durante la loro giovinezza.
- Mr. Holton, voce originale di Sean Conroy.

Un contadino di Old Town con tendenze suicide.
- Jane e Johnny, voci originali di Kaitlyn Robrock e Will Carsola.

Una coppia che ha organizzato un picnic vicino al fiume.
- Presidente, voce originale di Alex Désert.

- Generale McKinzlebenner, voce originale di Frank Collison.

- Phyllis, voce originale di Candi Milo.

Una donna con un fondoschiena al posto della faccia.
- Signora Dorothy.
- Mimo.
- Gloria, voce originale di Dina Sherman.

Una cameriera al bar di Old Town.
- Dottore di Old Town.

- Signor Withersby, voce italiana di Alberto Caneva.

Un dottore. Quando l'economia è crollata a Old Town e dintorni, ha speso i soldi di Linda per comprarsi un lettino solare.
- Glenn, voce originale di Will Carsola.
- Pam, voce originale di Kaitlyn Robrock.
- Dr. Um Actually, voce originale di Killer Mike.

### Schiavi di Mr. Pickles
- Agnes Gobbleblobber / Steve, voce originale di Barbara Goodson, italiana di Stefania Romagnoli.

Originariamente conosciuto come Agnes Gobbleblobber, era la moglie di Henry e la madre di Beverly. Per ragioni ancora ignote, Agnes ha simulato la sua morte, diventando "l'umano domestico" di Mr. Pickles. Steve vive e lavora nelle grotte sotto la cuccia del cane, in qualità di suo guardiano. Nel finale della seconda stagione, Henry scopre la verità su Steve.
- Uomo Bambino (in originale: Baby Man), voce originale di Will Carsola.

Un bambino adulto che compare nel primo episodio della prima stagione, "Il lavoretto di Tommy", quando il nonno stava raccontando una delle storie malvagie su Mr. Pickles, dove il cane uccide e smembra tutte le persone, escluso l'Uomo Bambino. Mr. Pickles più tardi lo fonde con altre parti del corpo di altri feticisti, sia morti che vivi. Nonostante questo, l'atteggiamento giocoso dell'Uomo Bambino rimane ancora e appare di tanto in tanto nella tana di Mr. Pickles.
- Doc Walton, voce originale di John Ennis.

Un chirurgo plastico strabico apparso nel primo episodio della prima stagione, "Il lavoretto di Tommy", che offre numerose procedure cosmetiche all'interno del suo carro trainato da cavalli. Tommy confonde il suo "posto di lavoro" come una vera occupazione e di conseguenza gli viene ingrandito il seno. Doc Walton è stato poi rapito da Mr. Pickles e portato nella sua tana, dove gli vengono inseriti sei grandi seni. Lo si vede sullo sfondo della seconda stagione all'interno della tana di Mr. Pickles.
- Il direttore, voce originale di Will Carsola.

Il capo malvagio del manicomio, dove il nonno di Tommy era stato portato ingiustamente. Egli è conosciuto per il suo più profondo desiderio di lobotomizzare i suoi pazienti.
- Uomo Rana (in originale: Frog Man).

Un ex paziente del manicomio di Old Town.
- Superhero Guy, voce originale di Will Carsola.

Un ex-supereroe la cui carriera è stata distrutta quando la sua vera identità (Phil Robertson) è stata rivelata da un bambino che gli aveva tirato via la maschera. Ciò ha provocato la gente a chiamarlo a fare compiti banali che lo hanno portato a diventare dipendente da shövenpucker, palline di eccellente caramello aspro che si infila su per il suo fondoschiena. Quando la caramella è stato vietata, Superhero Guy ha iniziato ad acquistarli illegalmente da un rivenditore in cambio di acciaio.
- Crime Man, voce originale di Bob Bergen, italiana di Gianluca Machelli.

Il rivale di Superhero Guy.
- Jon Gabagooli, voce originale di Frank Vincent.

Il boss della famiglia criminale Gabagooli. Ha tentato di uccidere Vito Pizzarelli (ora "Bigfoot") quando è stato avvistato in un negozio di alimentari. Dopo che Mr. Pickles aveva ucciso l'altro Gabagoolies, Jon è stato imprigionato nella tana di Mr. Pickles per aiutarlo a rubare i sottaceti. Jon è riuscito a scappare nella seconda stagione, ma è stato arrestato dallo sceriffo quando è stato catturato cercando di rubare una macchina per fuggire da Mr. Pickles.
- Uomo Tacchino (in originale: Turkey Man).

Una creatura mezza uomo mezza tacchino.

### Scuola elementare di Old Town
- Preside Garcia, voce originale di Jason Hightower, italiana di Dario Oppido.

Il preside Garcia è il preside della Old Town Elementary School. È molto muscoloso, pesantemente tatuato e mantiene una rigida regola sul non portare cani a scuola, guadagnandosi inizialmente l'ira di Mr. Pickles. Tuttavia, quando lo spia intento a vendicarsi, il cane scopre che Garcia era un ex membro di una gang e che ora è seriamente concentrato nel fornire una buona istruzione e un futuro luminoso a tutti i suoi studenti, decidendo di salvarlo.
- Signora Kathimplewater, voce originale di Courtenay Taylor.
- Insegnante di arte, voce originale di Mike L. Mayfield.
- Mr. Nabbers, voce originale di Eddie Pepitone.
- Suzie Milton, voce originale di Lauren Weisman.

Un'amica di Tommy, di cui è innamorato.
- Fratelli Blorpton, voci originali di Dave Stewart, italiane di ? e Sacha De Toni (st. 3).

Due ragazzi che si divertono a bullizzare Tommy, a causa della sua condizione. In diversi episodi si trovano in pose suggestive che implicano spesso un'attrazione omosessuale tra di loro.

### Detective Astronauta Delfino
- Detective Astronauta Delfino (in originale: Astronaut Dolphin Detective).

Il protagonista dell'omonima serie televisiva. In genere la trama di ogni episodio della serie riguarda due persone che parlano di una minaccia che deve essere fermata dal Detective Astronauta Delfino. Dopo che la minaccia viene sventata, il delfino si dedica ad attività sessuali con donne aliene.
- Capitano spaziale, voce originale di John Ennis, italiana di Gianluca Machelli (ep. 1), ? (ep. 4) e ? (st. 2).

Il capo di Detective Astronauta Delfino che gli assegna le missioni.
- Deputato spaziale, voce originale di Will Carsola, italiana di Alberto Caneva (ep. 1), ? (ep. 4) e Gianluca Machelli (st. 2).

La spalla di Capitano spaziale.
- Roberts, voce originale di Sean Conroy, italiana di Roberto Draghetti.

Un agente che viene incaricato di seguire Detective Astronauta Delfino in una missione per sconfiggere il malvagio gambero spaziale.
- Malvagio gambero spaziale (in originale: Evil Space Shrimp).

Un malvagio gambero alieno che vuole tagliare il sole a metà con la sua astronave motosega.

## Personaggi secondari

### Cattivi
- The Hells' Wheels, voci originali di Will Carsola e Dave Stewart (Rick).

Una banda di motociclisti e criminali. I membri prominenti sono Rick, Louie e Ike.
- Collezionista di Baseball, voce originale di Sean Conroy, italiana di Alberto Caneva.

Un collezionista che ha tentato di rubare la palla da baseball presa da Tommy. È stato ucciso da Mr. Pickles.
- Pedofili, voci originali di Will Carsola e Dave Stewart, italiane di Gianluca Machelli, Alberto Caneva e ?.

Un gruppo di pedofili.
- Il Cannibale (in originale: The Cannibal), voce italiana di Gerolamo Alchieri.

Il cannibale è un serial killer che appare nell'episodio I serial killer. Egli è considerato il più strano tra i "normali" serial killer ed è incline a fare giochi di parole a tema di cannibalismo mentre si lecca le labbra.
- Bobby, voce originale di Dave Stewart, italiana di Stefano Onofri.

Bobby è un uomo affetto da nanismo che usa la sua bassa statura per impersonificarsi bambino e compiere rapine. Ha iniziato a fare numerose rapine in giro per Old Town nel tentativo di guadagnare soldi dopo che la sua ragazza Mary è stata rilasciata dal carcere. Ha usato Tommy come suo servitore quando ha cercato di rapinare una banca, facendogli credere che stessero giocando a guardie e ladri.
- Leader Vegano, voce originale di Rob Zombie, italiana di Alberto Bognanni.

Il leader di un gruppo quasi religioso di vegani. Assomiglia ad un prete con una grande barba che viene costantemente accarezzato da una coppia di belle donne. Il suo corpo è coperto di tatuaggi e i suoi genitali sono stati completamente rimossi. Viene ucciso insieme a tutti i suoi seguaci da Mr. Pickles quando stava tentando di fracassare con un martello il cranio di Beverly, colpevole di non seguire le regole dei vegani.
- Lorena, voce originale di Elaine Hendrix, italiana di Stefania Romagnoli.

Una vegana che introduce Beverly nella setta di vegani. 
- Jim il cattivo e Dum Dum, voci originali di Will Carsola e Dave Stewart, italiane di Alessandro Budroni e ?.

Due mandanti di Mr. Montgomery che hanno deportato Stanley e gli altri televenditori nella fattoria. Si spostano a cavallo e sono entrambi muniti di fucili.
- Figlio del Signor Montgomery, voce italiana di Sacha De Toni.
- Gang, voci italiane di Alberto Caneva, Daniele Valenti e ?.

Tre membri di una gang di cui faceva parte il preside Garcia.
- Archeologo, voce italiana di Alessandro Budroni.

Un archeologo alla ricerca del Gorzoth. Dopo aver scalato una montagna è riuscito a trovare la grotta del Gorzoth, dove scopre un signore ha adibito un'attività parallela sul merchandise del Gorzoth. Ha accidentalmente buttato il Gorzoth per terra, portandolo a rotolare e cadere in un cassonetto della spazzatua già dalla montagna, dove viene trovato da Linda.
- Spacciatori, voci italiane di Alberto Bognanni e ?.

- Mrs. Prissy Paws.
- La strega.

La Strega è una potente maga responsabile della creazione della stirpe dei cani malvagi. Leader di un gruppo satanico, ha causato la caduta di Pavanatra Sluganotharat per aver sacrificato il suo prezioso cane invocando un potente incantesimo per creare i cani malvagi. Ha sostenuto il primo cane malvagio nella sua ricerca di conquistare Pavanatra Sluganotharat. 
- Monday Man.

- Abraham Oldtown, voce originale di Will Carsola.

Il fondatore di Old Town.
- Pagliaccio di Honky B's.

### Altri personaggi
- Capo Bob, voce originale di Will Carsola.

Il caposcout dei The Great Outdoors.
- Uomo cieco, voce originale di Jay Johnston, italiana di Sacha De Toni.
- Campeggiatori, voci originali di Dave Stewart (ragazzo in sedia a rotelle), Kaitlyn Robrock (ragazza mora), Will Carsola (nerd), Christine Lakin (ragazza con gli occhiali, ragazza bionda), Colton Dunn (Brad, Darrell) e John Ennis (Jock), italiane di Sacha De Tony (Brad), Gianluca Machelli (nerd, fattone), Alberto Caneva (Darrell).

- L'uomo formaggio (in originale: The Cheeseman), voce originale di Brett Gelman.

L'uomo formaggio è un uomo ricoperto di formaggio che appare nell'episodio L'uomo formaggio. Mentre inizialmente si pensava fosse solo una leggenda, si è presentato nel tentativo di salvare Tommy dopo essere caduto nel fiume. Tuttavia, la signora Goodman lo crede un assassino, così lui e Tommy finiscono per galleggiare fino a valle. Originariamente era un campeggiatore dai capelli rossi che veniva denigrato dal suo gruppo perché odiava il formaggio. Una notte gli è stato preparato un cheeseburger, al quale ha protestato e i suoi compagni hanno cominciato a ridicolizzarlo lanciandogli del formaggio americano. Quindi è caduto nel falò, portando il formaggio a sciogliersi nella sua pelle. Alla fine viene ucciso da Mr. Pickles con un'ascia, mentre aveva un rapporto sessuale con un pesce.
- Paramedico, voce originale di Will Carsola, italiana di Gianluca Machelli.
- Impiegata dell'ospedale psichiatrico, voce originale di Michelle León, italiana di Antonella Rinaldi.

- S.C.A.R.P.E.. (in originale: S.H.O.E.S).

Le S.C.A.R.P.E. sono degli stivali robotici costruiti dal governo. Viene trovato da Tommy, il quale fa rapidamente amicizia con lui.
- Chip Chilton.
- Chitarrista del bar, voce italiana di Alberto Caneva.
- Presidente, voce originale di Alex Désert.

Il presidente degli Stati Uniti.
- Vicepresidente, voce originale di Will Carsola.
- Generale McKinzlebenner, voce originale di Frank Collison.
- Capitano Stevens, voce originale di Ian James Corlett.
- Smartie TV, voci originali di David Shatraw.

La vecchia televisione della famiglia Goodman che hanno seppellito nel cortile. Durante una tempesta, prende vita e porta con sé un esercito di altri televisori, terrorizzando Old Town.
- Flippy Popperflop, voce originale di Andy Maxwell.

Un produttore discografico.
- Re d'Inghilterra, voce originale di Dave Stewart.

Il re del Regno Unito. Viene ucciso da dei gatti alieni.
- Bob, voce originale di Zac Palladino.